# Eugoa fasciata
Eugoa fasciata là một loài bướm đêm thuộc phân họ Arctiinae, họ Erebidae.